# Гульельмо (скульптор, Верона)
Гулье́льмо (итал. Guglielmo) (первая половина XII века) — итальянский скульптор. О его жизни ничего не известно, за исключением того, что он работал вместе с мастером Никколо Пизано в Вероне над украшением собора Сан-Дзено Маджоре, где им была выполнена часть рельефов на фасаде, имитировавших стиль мастера.